# Jelsnes
Jelsnes is een plaats in de Noorse gemeente Sarpsborg, fylke Østfold. Jelsnes telt  304 inwoners (2007) en heeft een oppervlakte van 0,3 km².